# JHR Developments
JHR Developments es una escudería británica de automovilismo con base en Dronfield, Reino Unido. El equipo fue fundado en 1995.

## Resultados

### Campeonato de F4 Británica
| Temporada | Monoplaza      | Piloto             | Carreras | Victorias | Poles | VR | Podios | Puntos | Pos. | Pos. |
| --------- | -------------- | ------------------ | -------- | --------- | ----- | -- | ------ | ------ | ---- | ---- |
| 2015      | Mygale M14-F4  | Sennan Fielding    | 30       | 3         | 0     | 1  | 11     | 300    | 4.º  | 5.º  |
| 2015      | Mygale M14-F4  | Jack Butel         | 30       | 0         | 0     | 0  | 0      | 38     | 18.º | 5.º  |
| 2016      | Mygale M14-F4  | Sennan Fielding    | 30       | 5         | 3     | 4  | 11     | 351    | 2.º  | 3.º  |
| 2016      | Mygale M14-F4  | Billy Monger       | 27       | 0         | 1     | 1  | 3      | 78     | 12.º | 3.º  |
| 2016      | Mygale M14-F4  | Jack Butel         | 27       | 0         | 0     | 0  | 0      | 14     | 18.º | 3.º  |
| 2017      | Mygale M14-F4  | Manuel Sulaimán    | 21       | 0         | 0     | 0  | 1      | 43     | 13.º | 5.º  |
| 2017      | Mygale M14-F4  | Billy Monger       | 6        | 0         | 0     | 0  | 2      | 44     | 12.º | 5.º  |
| 2017      | Mygale M14-F4  | Harry Dyson        | 6        | 0         | 0     | 0  | 0      | 0      | 23.º | 5.º  |
| 2018      | Mygale M14-F4  | Ayrton Simmons     | 30       | 4         | 3     | 3  | 12     | 374    | 2.º  | 3.º  |
| 2018      | Mygale M14-F4  | Manuel Sulaimán    | 30       | 0         | 0     | 0  | 0      | 95     | 9.º  | 3.º  |
| 2018      | Mygale M14-F4  | Josh Skelton       | 30       | 0         | 0     | 0  | 0      | 84     | 10.º | 3.º  |
| 2019      | Mygale M14-F4  | Josh Skelton       | 30       | 2         | 0     | 4  | 14     | 326.5  | 4.º  | 2.º  |
| 2019      | Mygale M14-F4  | Carter Williams    | 30       | 3         | 0     | 1  | 6      | 230    | 7.º  | 2.º  |
| 2019      | Mygale M14-F4  | Alex Walker        | 12       | 0         | 0     | 0  | 0      | 17     | 14.º | 2.º  |
| 2020      | Mygale M14-F4  | James Hedley       | 27       | 4         | 4     | 7  | 7      | 249    | 5.º  | 4.º  |
| 2020      | Mygale M14-F4  | Abbi Pulling       | 27       | 0         | 0     | 0  | 4      | 191.5  | 6.º  | 4.º  |
| 2020      | Mygale M14-F4  | Nathanael Hodgkiss | 12       | 0         | 0     | 0  | 0      | 8      | 15.º | 4.º  |
| 2021      | Mygale M14-F4  | Matthew Rees       | 30       | 4         | 7     | 4  | 10     | 331    | 1.º  | 1.º  |
| 2021      | Mygale M14-F4  | McKenzy Cresswell  | 29       | 6         | 4     | 6  | 11     | 305    | 3.º  | 1.º  |
| 2021      | Mygale M14-F4  | Joseph Loake       | 30       | 3         | 0     | 3  | 5      | 199    | 6.º  | 1.º  |
| 2021      | Mygale M14-F4  | Abbi Pulling       | 18       | 0         | 0     | 0  | 3      | 97     | 14.º | 1.º  |
| 2021      | Mygale M14-F4  | Dougie Bolger      | 30       | 1         | 0     | 0  | 1      | 79     | 15.º | 1.º  |
| 2022      | Tatuus F4-T421 | Joseph Loake       | 30       | 4         | 2     | 4  | 9      | 271    | 5.º  | 3.º  |
| 2022      | Tatuus F4-T421 | Georgi Dimitrov    | 30       | 3         | 0     | 0  | 6      | 197    | 8.º  | 3.º  |
| 2022      | Tatuus F4-T421 | Noah Lisle         | 30       | 0         | 0     | 0  | 1      | 47     | 13.º | 3.º  |

### Campeonato de EAU de Fórmula 4
| Temporada | Monoplaza      | Piloto       | Carreras | Victorias | Poles | VR | Podios | Puntos | Pos. | Pos. |
| --------- | -------------- | ------------ | -------- | --------- | ----- | -- | ------ | ------ | ---- | ---- |
| 2022      | Tatuus F4-T421 | Joseph Loake | 8        | 0         | 0     | 0  | 0      | 0      | 27.º | 11.º |
| 2022      | Tatuus F4-T421 | Michael Shin | 20       | 0         | 0     | 0  | 0      | 0      | 29.º | 11.º |

### Campeonato GB3
| Temporada | Monoplaza      | Piloto          | Carreras | Victorias | Poles | VR | Podios | Puntos | Pos. | Pos. |
| --------- | -------------- | --------------- | -------- | --------- | ----- | -- | ------ | ------ | ---- | ---- |
| 2020      | Tatuus BF-020  | Ayrton Simmons  | 7        | 2         | 2     | 1  | 4      | 124    | 17.º | N/A  |
| 2020      | Tatuus BF-020  | Carter Williams | 10       | 0         | 0     | 0  | 0      | 73     | 18.º | N/A  |
| 2020      | Tatuus BF-020  | Max Marzorati   | 13       | 0         | 0     | 0  | 0      | 55     | 21.º | N/A  |
| 2022      | Tatuus MSV-022 | Matthew Rees    | 24       | 1         | 1     | 2  | 3      | 314.5  | 6.º  | 8.º  |
| 2022      | Tatuus MSV-022 | James Hedley    | 21       | 0         | 0     | 0  | 1      | 156    | 17.º | 8.º  |